# Parcul Glaciar pentru Pace Internațională Waterton

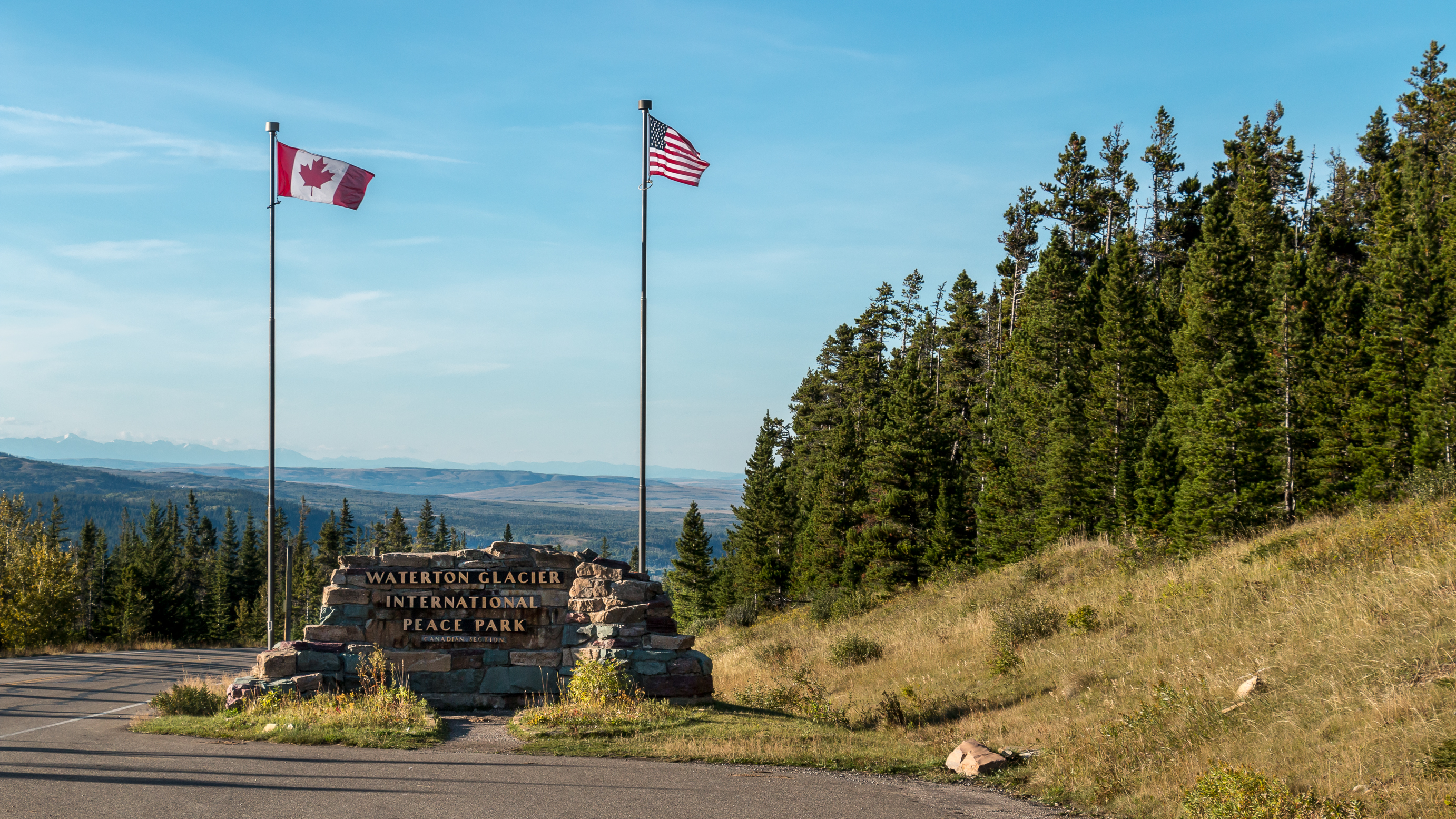
Semn la intrarea în parc

Waterton-Glacier International Peace Park este numele Uniunii - Lakes National Park din Canada și Parcul National al Ghetarilor din Statele Unite. Ambele parcuri sunt declarate rezervații ale biosferei de către UNESCO și World Heritage Site. 
Uniunea parcurilor a fost realizată prin eforturile membrilor Rotary International din Alberta și Montana în 1932. Parcul s-a realizat la inițiativa lui Sir Charles Arthur Mander. A fost primul International Peace Park (parc internațional al păcii), simbolizând pacea și prietenia între cele două țări.